# La guerra è dichiarata
La guerra è dichiarata (La guerre est déclarée) è un film del 2011 diretto da Valérie Donzelli.
La regista, al suo secondo lungometraggio dopo La Reine des pommes, racconta la vicenda drammatica di una coppia che lotta per salvare il proprio bambino malato. La particolarità è che si tratta di un'esperienza realmente vissuta dalla stessa coppia che lo ha scritto, diretto e interpretato.
Il film è stato candidato come miglior film straniero francese nell'84ª edizione della cerimonia degli Oscar, senza entrare nella cinquina finale.

## Trama
Juliette e Romeo si conoscono ad una festa ed è amore a prima vista. Progettano una vita insieme ed hanno un figlio, Adam. Il bambino ha quasi due anni quando, avendone notato qualche sintomo di malessere, viene portato dalla pediatra. Questa nota un'asimmetria nel viso e ritiene che sia meglio effettuare una visita neurologica. Juliette, in partenza per Marsiglia per lavoro, approfitta dell'amicizia di un'amica, che ha un padre neurologo proprio in quella città, per farsi consigliare.
Ottenuto un appuntamento con il miglior specialista della città, si precipita da Parigi per effettuare gli esami di rito. Scopre così che Adam ha un tumore al cervello. Il tumore è operabile, ma è necessario fare in fretta. Raggiunta da Romeo e dalla mamma di questi, decide che sia meglio rivolgersi a un neurochirurgo di Parigi, prevedendo una possibile lunga degenza che complicherebbe le cose se fosse lontana da casa.
Il dott. Sainte-Rose, dopo una lunghissima operazione di 9 ore, rimuove il tumore, ridando speranza alla coppia e ai loro parenti. L'esame successivo rivela però che il tumore è maligno, e perciò Adam deve cominciare un lungo cammino di chemioterapia e radioterapia.
Per Juliette e Romeo non esiste praticamente più niente altro che la lotta per sconfiggere il male del bambino, paura acuita poiché ad Adam viene fatta una nuova diagnosi, che rivela come la chemioterapia non stia funzionando come dovrebbe, e perciò le cure si devono intensificare ulteriormente a fronte di una minore speranza di guarire. I due genitori iniziano anche ad avere problemi economici dovuto al fatto che non possono lavorare e che per giunta devono affrontare spese maggiori.
La narrazione a questo punto si dirada e si dissolve, come per la coppia stessa che gli eventi hanno messo a dura prova e che alla fine raggiunge comunque il suo obiettivo. Ritroviamo infatti Adam ad otto anni, sveglio e vivace nello studio del dott. Saint-Rose che lo dichiara guarito. Nella scena successiva mamma, papà e figlio giocano a rincorrersi sorridenti sulla riva del mare.

## Distribuzione
Il film è stato presentato alla Settimana internazionale della critica a Cannes il 12 maggio 2011. Dal 31 agosto successivo è uscito nelle sale di Francia e Belgio. Nelle sale italiane è uscito dal 1º giugno 2012.